# Sergio Silva (músico)
Sergio Silva (Ciudad de México, 1985) es un músico, compositor y productor mexicano. Se presenta bajo el nombre artístico Silva de Alegría.

## Trayectoria
Silva es hijo de Sergio Silva, compositor y cantante de la banda Kerigma, quien le influenció para iniciar en la música a los 18 años. Inició como compositor y cantante de la banda de rock Furland, con quien grabó el disco Historia de la luz en 2009, valorado positivamente por la crítica. A la par del grupo Silva tuvo un proyecto solista bajo el nombre Silva de Alegría, nombre que tomó del nick que ocupaba en la red Myspace para publicar sus composiciones solistas fuera de Furland.
Cuenta con dos trabajos de tipo orquestal/instrumental, Música de la crónica del pájaro que da cuerda al mundo, publicado en 2012 y Banana Orchestra de 2013. En 2019 interpretó sus composiciones junto la Orquesta Sinfónica de Colorado. Su disco El silencio en la Tierra fue calificado como folk-sinfónico, publicado en 2015, y contó con la participación de sus excompañeros de Furland. El álbum fue presentado en el festival Vive Latino 2015. En Primavera en la guerra del sonido, Silva realizó un álbum conceptual. En 2018 publicó el disco recopilatorio Silva de Alegría, mismo que a diferencia del resto de su obra que se publica de forma digital, este se publicó en formato de disco compacto.
Para 2020 comenzó la composición y grabación de Hombre Forestal, álbum que grabó y produjo el mismo durante la pandemia de COVID-19. En el disco colaboraron músicos como Torreblanca, Carmen Ruiz, Yamil Rezc, Gunther Martínez y Dan Zlotnik, mismos que grabaron a distancia sus participaciones.
Silva ha sido músico de sala de Julieta Venegas.

### Estilo
El estilo de Silva de Alegría abarca el rock de los años 60, el rock psicodélico y el folk. Entre sus influencias se encuentran Brian Wilson y Nick Drake.

## Discografía

### Como Silva de Alegría
- Música de la crónica del pájaro que da cuerda al mundo (2012)
- Banana Orchestra (2013)
- El silencio en la Tierra (2015, independiente)
- Silva de Alegría (2018, independiente)
- Primavera en la guerra del sonido (2019, independiente)
- Hombre forestal (2021, independiente)

#### EP
- Sueños de creación masiva (2008)
- Geografía nacional (2012)
- El banjo en llamas (2020)

### Con Furland
- Historia de la luz (2009)
- Cuervos (2014)[10]

### Otros
- «Roma», remix a la canción de Torreblanca (2013).[11]